# (528) Rezia
(528) Rezia – planetoida z pasa głównego asteroid okrążająca Słońce w ciągu 6 lat i 95 dni w średniej odległości 3,4 j.a. Została odkryta 20 marca 1904 roku w Landessternwarte Heidelberg-Königstuhl w Heidelbergu przez Maxa Wolfa. Nazwa planetoidy pochodzi od Reizy bohaterki opery Oberon Carla Marii von Webera. Przed jej nadaniem planetoida nosiła oznaczenie tymczasowe (528) 1904 NS.